# Yann Goulet
Yann Goulet, Yann Renard-Goulet (ur. 20 sierpnia 1914 w Saint-Nazaire, zm. w 1999 w Bray w Irlandii) – bretoński rzeźbiarz, publicysta i działacz narodowy, komendant bojówek Bagadoù Stourm podczas II wojny światowej.
W latach 1933–1939 studiował sztuki piękne i architekturę w École Nationale Supérieure des Beaux Arts. Uczył się też rzeźby. Jego prace rzeźbiarskie były wystawiane na międzynarodowej wystawie w Paryżu w 1938 r. (zdobył złoty medal). W 1939 r. był autorem Monument de la jeunesse de l'empire Français w Lille. Jego twórczość należała do bretońskiego stylu artystycznego Seiz Breur. Jednocześnie zaangażował się w działalność polityczną. Był członkiem socjalistycznej Francuskiej Sekcji Międzynarodówki Robotniczej (SFIO), a następnie wstąpił do nacjonalistycznej Bretońskiej Partii Narodowej (PNB). Był zamieszany w sprawę wysadzenia 18 grudnia 1938 r. w Pontivy pomnika upamiętniającego włączenie Bretanii do Francji przez paramilitarne bojówki PNB Gwenn ha du. Został nawet zatrzymany przez policję, ale ostatecznie oczyszczony z zarzutów. W 1939 r. został zmobilizowany do wojska. W Strasburgu przeszedł szkolenie z zakresu sabotażu. Brał udział w wojnie z Niemcami, podczas której 11 czerwca 1940 r. dostał się do niewoli. Po wypuszczeniu z obozu jenieckiego w 1941 r. wstąpił do bojówek reaktywowanej PNB Bagadoù Stourm, gdzie służył w sekcji szturmowej. Był też autorem artykułów w piśmie „L'Heure Bretonne”. Wkrótce stanął na czele Bagadoù Stourm, a także młodzieżowej przybudówki PNB. Rywalizował z paramilitarną grupą Bretońska Armia kierowaną przez Célestina Lainé’a, uznając jedynie Bagadoù Stourm za prawdziwą bretońską konspiracyjną armię nie podporządkowaną Niemcom. Po wyzwoleniu Francji przez wojska alianckie Yann Goulet został skazany na karę śmierci za kolaborację z niemieckimi okupantami. W 1947 r. udało mu się jednak wraz z rodziną przedostać do Irlandii. Został akademickim wykładowcą sztuki w Royal Hibernian Academy. W 1952 r. uzyskał irlandzkie obywatelstwo. W nowej ojczyźnie kontynuował karierę rzeźbiarską, będąc autorem szeregu pomników upamiętniających Irlandzką Armię Republikańską i jej bojowników, m.in. Custom House Memorial w Dublinie, East Mayo Brigade IRA Memorial w Kilkelly, czy Republican Memorial w Crossmaglen. Do najbardziej znanych jego pomników należy Ballyseedy Memorial w hrabstwie Kerry. Jego prace były regularnie wystawiane w Royal Hibernian Academy. W 1982 r. został członkiem stowarzyszenia artystycznego Aosdána. Jednocześnie od końca lat 60. był związany z terrorystycznym Frontem Wyzwolenia Bretanii. W 1968 r. szef francuskiej policji w Brey oskarżył go, że stał za zamachem w Saint-Brieux. W 1969 r. Yann Goulet został sekretarzem generalnym Comité National de la Bretagne Libre.